# Star Crime
Star Crime (prije Fox Crime) specijalizirani je televizijski kanal koji pretežno emitira kriminalističke serije.
Dio je odsjeka za međunarodne operacije tvrtke Disney i emitira u ponekim europskim i azijskim zemljama kao što su Italija, Španjolska, Portugal, Rusija, Japan.
U Hrvatskoj se emitira regionalna verzija za Sloveniju, Hrvatsku, Bosnu i Hercegovinu, Srbiju, Crnu Goru, Sjevernu Makedoniju i Albaniju.
Lokaliziran je na hrvatski jezik s titlovima, i emitira se putem Iskon.TV-a, MAXtv-a, Total TV-a, B.net-a i ostalih televizijskih platformi u Hrvatskoj.